# Eucalyptus nicholii
Eucalyptus nicholii,  menta piperita negra de hojas angostas ("narrow-leaved black peppermint"), menta piperita sauce ("willow peppermint"), es una especie de eucalipto de la familia de las mirtáceas.

## Descripción
Es un árbol de talla pequeña a mediana con la corteza rugosa y persistente hasta las ramas. La corteza es fibrosa, con burdas grietas longitudinalmente, café-amarillento a gris-café con capas inferiores café-rojas.
Las hojas adultas son pedunculadas, estrechas lanceoladas, de 13-12 cm de largo, 1 cm de ancho, concolorosas y verde-grisáceas opacas. 
Flores blancas aparecen desde finales del verano a principios de otoño.

## Distribución y hábitat
La distribución es una zona limitada en las Mesetas del Norte, Nueva Gales del Sur, particularmente en el área de Walcha hasta Tenterfield, y hacia el este. El árbol es ampliamente plantado como ornamental en el sureste de Australia, el fino y denso follaje es particularmente atractivo.

## Taxonomía
Eucalyptus nicholii fue descrita por Maiden & Blakely y publicado en A Critical Revision of the Genus Eucalyptus 8: 52. 1929.
Etimología
Eucalyptus: nombre genérico que proviene del griego antiguo: eû = "bien, justamente" y kalyptós = "cubierto, que recubre". En Eucalyptus L'Hér., los pétalos, soldados entre sí y a veces también con los sépalos, forman parte del opérculo, perfectamente ajustado al hipanto, que se desprende a la hora de la floración.
nicholii: epíteto
Sinonimia
- Eucalyptus acaciiformis var. linearis H.Deane & Maiden, Proc. Linn. Soc. New South Wales 24: 455 (1899).[4]